# Tajna Tristana Bantama
Tajna Tristana Bantama je 2. epizoda serijala Korto Malteze. U bivšoj Jugoslaviji je premijerno objavljena u časopisu Pegaz u julu 1974. god. Imala je 20 strana.

## Originalna epizoda
Originalna epizoda pod nazivom Tristan Bantam objavljena je premijerno u #58 francuskog magazina Pif Gadget Valiant, 30. marta 1970. godine. Hugo Prat je nacrtao i napisao scenario za epizodu.

## Sadržaj
Korto se nalazi u pansionu Java u Paramaribu, Holandska Gvajana, gde upoznaje profesora Steinera, alkoholičara koji stalno upada u nevolje. Vlasnica pansiona, madam Java, obaveštava ga da je profesor Jeremija Steiner nekada pripadao eliti, cenjenoj u najuglednijim međunarodnim akademskim krugovima s Praškog univerziteta, te da se i dalje proučava ono što je rekao i napisao. Međutim, njegova strast prema alkoholu uništila je njegovu akademsku karijeru. U pansion dolazi Tristan Bantam, sin Ronalda Bantama, kog je madam Java poznavala. Korto odlazi da obiđe svoj brod i tamo ponovo nailazi na profesora Steinera, koga maltretiraju dvojica nasilnika. Korto ga spasava i odvodi na svoj brod, gde profesor odlazi da spava. Po povratku u pansion, madam Java mu objašnjava da Tristanu treba pomoć. Pokazuje mu geografske karte i dokumenta koja mu je ostavio otac. Ti dokumenti i simboli podsećaju Korta na znakove uklesane u veliki kamen na jednom ostrvu Južnog Pacifika. Tristan objašnjava da traga za ostrvom Mu, na kome se nekada nalazilo tajanstveno kraljevstvo, uništeno vatrenom kišom i potopljeno u more.

## Lokacija epizode
Holandska Gijana je bila holandska kolonija u Južnoj Americi, na atlantskoj obali, koja danas nosi naziv Surinam. Kao kolonija, postojala je od 1667. godine, kada je Holandija preuzela kontrolu od Engleza, pa sve do 1975. godine, kada je stekla nezavisnost. Tokom kolonijalnog perioda, Holandska Gijana je bila poznata po plantažama šećera, kakaa i kafe, a radnu snagu činili su afrički robovi, a kasnije i radnici iz Indije i Indonezije. Glavni grad kolonije bio je Paramaribo. On je i danas glavni grad Surinama.

## Repriza ove epizode
Epizoda je reprizirana u mesečniku Strip art #24 (druga serija) u izdanju sarajevskog "Oslobođenja" 1981. godine., potom u Politikinom zabavniku #1825, koja je izašla 18.12.1986.

## Repriza epizode u albumu
Kasnije, kada su kraće epizode Korta Malteza počele da se grupišu u albume, ova epizoda objavljena je najpre u albumu Karipska svita u izdanju Komune 1996. godine. Kasnije je objavljena u albumu pod nazivom U znaku Jarca u izdanju Darkwooda 2017. godine

## Prethodna i naredna epizoda
Prethodna epizoda bile je Balada o slanom moru, a naredne Sastanak u Baiji.